# Lee Seok-June
Dans ce nom coréen, le nom de famille, Lee, précède le nom personnel.
Lee Seok-June, également orthographié Lee Seok-Jun ou Lee Seok-joon (hangul:  이석준), est un chanteur sud-coréen né le 30 décembre 1999, spécialisé dans les comédies musicales.

## Biographie
Lee Seok-June a fait ses études au lycée des arts d'Anyang et a obtenu son diplôme à l'université de Chung-Ang dans la filière théâtrale.
Courant 2017, alors qu'il est tout juste âgé de dix-huit ans, il se fait remarquer dans plusieurs festivals prestigieux.
En 2019, il signe chez le label OD Entertainment. La société souhaite lancer deux groupes de musique, The T-Bird et The Pink Lady, afin de promouvoir le lancement du revival de Grease sur le sol sud-coréen. En parallèle, chaque groupe s'illustre avec des singles mêlant le style comédie musicale et la k-pop. Dès la fin des représentations de Grease, le groupe The T-Bird devient inactif.
Lee Seok-June rejoint la J-FLO Entertainement et se consacre à la comédie musicale. Il est remarqué pour sa performance dans Thrill Me. Il enchaîne sur Next to Normal et, en parallèle, se prépare pour jouer dans Elisabeth - deux prestations pour lesquelles il est acclamé.
En 2024, il tient l'un des rôles principaux de Bare.

## Carrière musicale

### Comédies musicales
- 2019 : Grease : Doody
- 2020 : Daniel : Daniel
- 2020 / 2022 : Extinct Army : Tensou
- 2020 / 2021 : Poongwolju : Yeol
- 2020 : La Lumière : Hans
- 2020 / 2023 : Midnight : Actor Musician : le visiteur
- 2021 : Thrill Me : Lui
- 2021 : The Devil : John Faust
- 2022 : Next to Normal : Gabe
- 2022 : Elisabeth : Le Prince Rudolph
- 2023 : Little Women : Théodore « Laurie » Laurence
- 2023 : Sherlock Holmes: Secret Of The Anderson Family : Eric Anderson / Adam Anderson
- 2024 : Bare: A Pop Opera : Jason
- 2024 : Taylor : Harry
- 2025 : Unknown, Junhee : Jeong Woo
- 2025 : Aesop's Tales : Timothy

## Récompenses
- 2017 : Festival des étoiles musicales : Médaille d'argent de la division jeunesse[4]
- 2017 : 3e Festival international de musique de Daegu (DIMF) : Prix de l'Étoile de la musique[4]